# Dniprovka
Dniprovka (en (ucraïnès): Дніпровка) és un poble de la República Autònoma de Crimea a Ucraïna, que el 2014 tenia 2.068 habitants. Pertany al districte rural de Djankoi. Fins al 1948 la vila es deia Xeikh-Elí, i del 1948 al 1963 Vísselki.